# Erijopsis
Erijopsis (lat. Eriopsis), rod kaćunovki smješten u vlastiti podtribus Eriopsidinae, dio tribusa Cymbidieae. Postoje nekoliko priznatih vrsta, trajnice iz Srednje i Južne Amerike; posljednje vrste E. amazonica i  E. escalerensis, otkrivene su tek 2014. i 2015. u Kolumbiji, Venezueli i Gvajani.

## Vrste
1. Eriopsis altissima Lindl.[2]
2. Eriopsis amazonica Kolan. & Szlach.; kolumbija
3. Eriopsis biloba Lindl.
4. Eriopsis escalerensis G.A. Romero & Carnevali; Venezuela, Gvajana
5. Eriopsis rutidobulbon Hook.